# GWR-Klasse 2800
Die Klasse 2800 der Great Western Railway (GWR) war eine Baureihe von 84 Güterzuglokomotiven mit der Achsfolge 1’D. Die von George Jackson Churchward entworfenen Lokomotiven war die ersten britischen Consolidation-Lokomotiven. Bei ihrer Ausmusterung hatten alle Lokomotiven mindestens 40 Dienstjahre, einige standen sogar beinahe 60 Jahre im Einsatz.

## Geschichte

### Bau
In den Vereinigten Staaten führte die Lehigh Valley Railroad bereits 1866 Consolidation-Lokomotiven für den Kohlenverkehr ein, die 300-Tonnen-Züge auf 25 ‰-Rampen beförderten. Nach dem amerikanischen Vorbild ließ Churchward einen Prototyp einer Consolidation-Lokomotive für den Kohlenverkehr in Südwales bauen, der die Nummer 97 erhielt.
Die Lokomotive war ein Erfolg. Ihre Vorlaufachse stabilisierte ihren Lauf und ermöglichte eine bessere Gewichtsverteilung im Vergleich zur reinen Vierkuppler-Lokomotive ohne Vorlaufachse. Sie wurde zwei Jahre lang erfolgreich erprobt, bevor die Serienfertigung in den bahneigenen Werkstätten in Swindon begann. Die ersten 30 Lokomotiven wurden noch ohne Überhitzer geliefert, während danach 54 Lokomotiven mit Überhitzer folgten. Der Prototyp mit der Nummer 97 erhielt 1906 die Nummer 2800.
Die Lokomotiven der Klasse 2800 waren so erfolgreich, dass Charles Collett, der Nachfolger von Churchward, sie praktisch unverändert nachbauen ließ. Von 1938 bis 1942 entstanden somit weitere 81 Lokomotiven, die der GWR-Klasse 2884 zugeordnet wurden. Im Vergleich zur Klasse 2800 verfügten sie über größere Führerhäuser mit Seitenfenster, eine kleinere Abdeckung über den Sicherheitsventilen und einen verstärkten Rahmen, der das Gewicht der Lokomotive geringfügig erhöhte.

### Betrieb
Die Lokomotiven der Klasse 2800 wurde von Churchward für die Beförderung von Zügen mit 60 Wagen ausgelegt. Bei Versuchsfahrten mit der Lokomotive Nr. 2806, einem Wagen zur Messung der Zugkraft sowie 54 Güterwagen wurde die Zuglast sukzessive erhöht, bis die Lokomotive schließlich 100 Wagen zog, was zur Standardlast der Klasse wurde. 1906 beförderte die Lokomotive Nr. 2808 einen Zug mit 107 Kohlenwagen, der, einschließlich Messwagen und Bremswagen, ein Gesamtgewicht von 2044 Tonnen hatte. Dieser Rekord für eine in Serie gebaute Lokomotive hielt während des gesamten Dampfzeitalters der britischen Bahnen an. Die Klasse 2800 war somit auch die erste Baureihe, die Züge mit einem Gewicht von über 2000 t ziehen konnte. Nur die Einzellokomotive The Great Bear der Great Western Railway (GWR) zog 1909 einen noch schwereren Zug mit einem Gewicht von 2413 Tonnen.
In den 1920er und 1930er Jahren bildeten die 84 Lokomotiven der Klasse 2800 das Rückgrat für die Beförderung von Ferngüterzügen im Netz der Great Western Railway. Das einzige nennenswerte Problem war die Abdichtung der innenliegenden Einströmrohre, die ab 1934 bei den meisten Lokomotiven nach außen verlegt wurden.
Zwischen 1945 und 1947 wurden aufgrund der Kohlenknappheit 20 Lokomotiven der Klassen 2800 und 2884 auf Ölfeuerung umgebaut und der Klasse 4800 zugeordnet. Dies führte dazu, dass die B1’-Tenderlokomotiven, die zuvor diese Bezeichnung trugen, zur Klasse 1400 umklassifiziert wurden. Das von der Regierung unterstützte Projekt für den Umbau auf Ölfeuerung wurde jedoch 1948 aufgegeben da die höheren Unterhaltskosten und der hohe Preis des importierten Öls die ölgefeuerten Lokomotiven im Vergleich zu den kohlengefeuerten im Betrieb teurer machten. Bis 1950 wurden daher alle Lokomotiven wieder auf Kohlefeuerung umgebaut und erhielten die alten Betriebsnummern zurück.
British Rail ließ 1948 Versuchsfahrten durchführen, um zu ermitteln, welche Güterzuglokomotive der Vorgängerbahnen in das nationale System übernommen werden sollte. Überraschenderweise zeigte sich die Klasse 2884 gegenüber den moderneren Lokomotiven der London, Midland and Scottish Railway (LMS), der London and North Eastern Railway (LNER) und des War Departments (WD) als überlegen in Bezug auf den Kohlenverbrauchs pro Meile. Die anderen getesteten Lokomotiven waren die LMS-Klasse 8F, die technisch als Nachfolgerin der Klasse 2800 angesehen wurde, die LNER-Klasse O1 sowie die WD-Klassen Austerity 2-8-0 und Austerity 2-10-0. Erst die von British Railways beschafften Lokomotiven der Klasse 9F konnten die Klasse 2800 im Kohlenverkehr ablösen. Dennoch blieben für die Lokomotiven genügend Aufgaben übrig, bis der Dampfbetrieb in der Western Region 1965 eingestellt wurde. Die Lokomotiven standen somit beinahe 60 Jahre im Dienst, was beweist, dass die Klasse 2800 eine erfolgreiche Konstruktion war.

### Erhaltene Lokomotiven
Sechs Lokomotiven fanden nach ihrer Ausmusterung neue Besitzer, nachdem sie zunächst auf den Schrottplatz der Woodham Brothers in Barry gelangten. Einzige Ausnahme ist die Lokomotive Nr. 2818, die vom National Railway Museum für den Erhalt ausgewählt wurde und danach ohne den Umweg über den Schrottplatzes in das Museum der Great Western Railway kam. Derzeit ist eine Lokomotive, die Nr. 2807 betriebsfähig. Die Lokomotive Nr. 2861 war nur noch ein Wrack, weshalb sie nach der Entnahme von Teilen 2014 abgebrochen wurde, von der Lokomotive Nr. 2873 ist lediglich das Untergestell mit dem Fahrwerk erhalten.
Nach der Ausmusterung wurden die folgenden Lokomotiven vorerst nicht verschrottet:
- Nr. 2807 ist die älteste erhaltene Lokomotive der Klasse und gleichzeitig auch die älteste privat erhaltene GWR-Lokomotive. Sie ist betriebsfähig bei der Gloucestershire Warwickshire Railway.[8]
- Nr. 2818 ist die Zweizylinder-Lokomotive der GWR, die am längsten im Einsatz stand und bei ihrer Ausmusterung die höchste Laufleistung der Klasse erreicht hatte. Sie war zudem die älteste Lokomotive, die noch ihre originalen inneren Dampfrohre hatte. Aus diesen Gründen wurde sie zunächst vom National Railway Museum erhalten, bevor sie an das Museum of the Great Western Railway in Swindon abgegeben wurde, wo sie als statisches Ausstellungsstück präsentiert wird.[9]
- Nr. 2857 ist bei der Severn Valley Railway erhalten und war bis Januar 2023 betriebsfähig; derzeit wird sie aufgearbeitet.[10]
- Nr. 2859 war die letzte Lokomotive, die in den Stafford Road Works in Wolverhampton repariert wurde, bevor sie diese im Februar 1964 verließ. Sie wurde Ende 1964 ausgemustert und dem Schrottplatz der Woodham Brothers übergeben, wo sie bis 1987 blieb, bevor sie von der GWR Loco Group gekauft und zur Llangollen Railway gebracht wurde. Die Gruppe verkaufte die nicht aufgearbeitete Lokomotive 2017 an den Geschäftsführer der Abwasseraufbereitungsfirma Cambi UK. Sie befindet sich zurzeit auf deren Werksgelände in Congleton und soll wieder betriebsfähig aufgearbeitet werden.[11]
- Nr. 2861 wurde 1963 ausgemustert und dem Schrottplatz der Woodham Brothers übergeben. Bei der Auflösung des Schrottplatzes war sie die letzte Lokomotive, die das Gelände verließ. Das Wrack wurde im Mai 2013 mit einem Straßentransport zur Llangollen Railway verbracht, wo es nach der Entnahme noch brauchbarer Teile 2014 abgebrochen wurde.[6]
- Nr. 2873 wurde 1964 ausgemustert und gelangte auf den Schrottplatz der Woodham Brothers. Sie wurde von der Dumbleton Hall Preservation Limited gekauft, um Ersatzteile für die Lokomotive Nr. 3803 der Klasse 2884 zu erhalten. Nachdem der Kessel entfernt wurde, gelangte das Untergestell zur South Devon Railway, die es im Februar 2022 zusammen mit der Lokomotive Nr. 3803 an die Dartmouth Steam Railway verkaufte.[7]
- Nr. 2874 wurde 1963 ausgemustert und wechselte über mehrere Besitzer zur The 2874 Trust Ltd, die die Lokomotive bei der Gloucestershire Warwickshire Railway betriebsfähig aufarbeitet.[12]

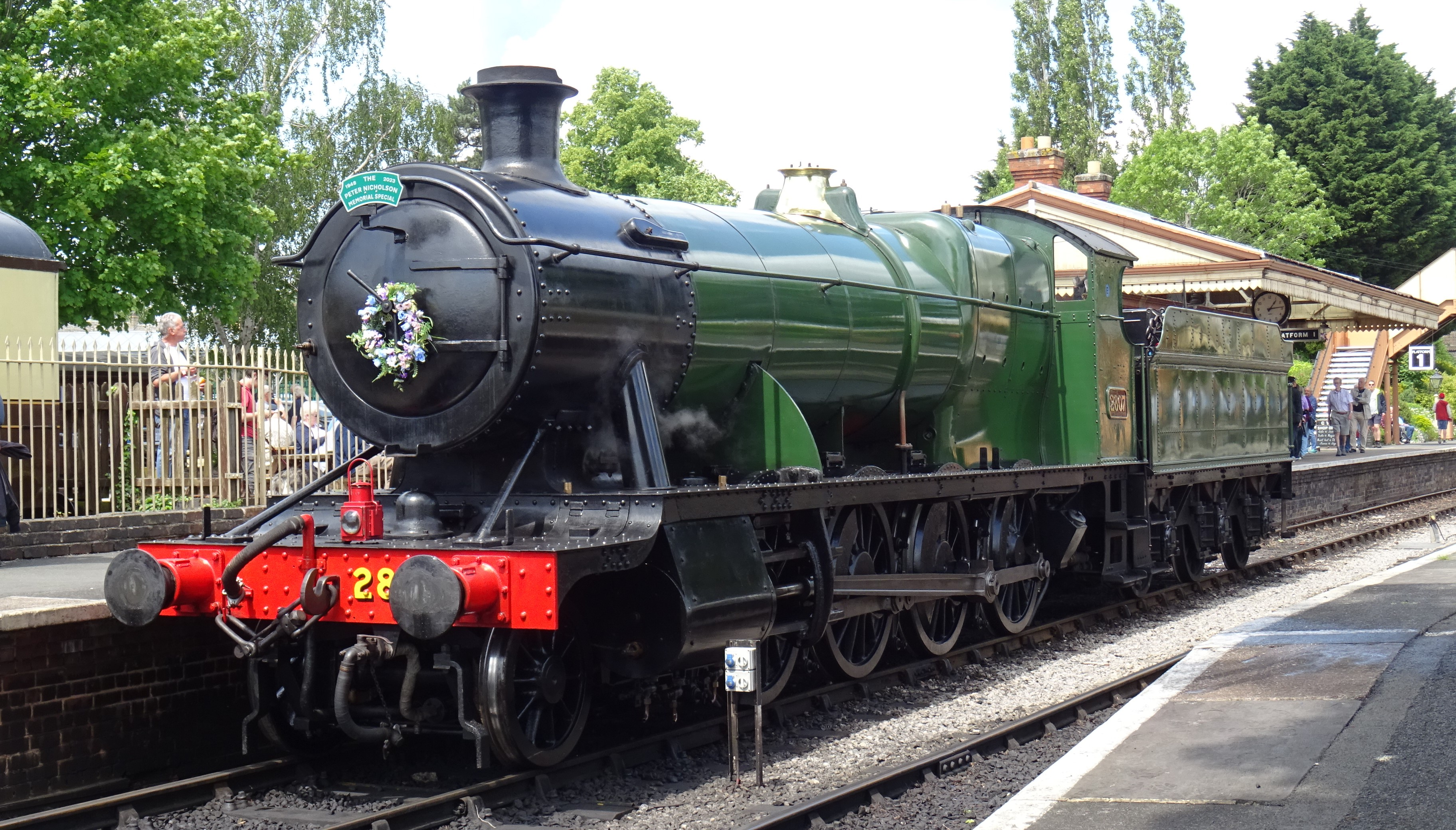
Nr. 2807 bei der Gloucestershire Warwickshire Railways
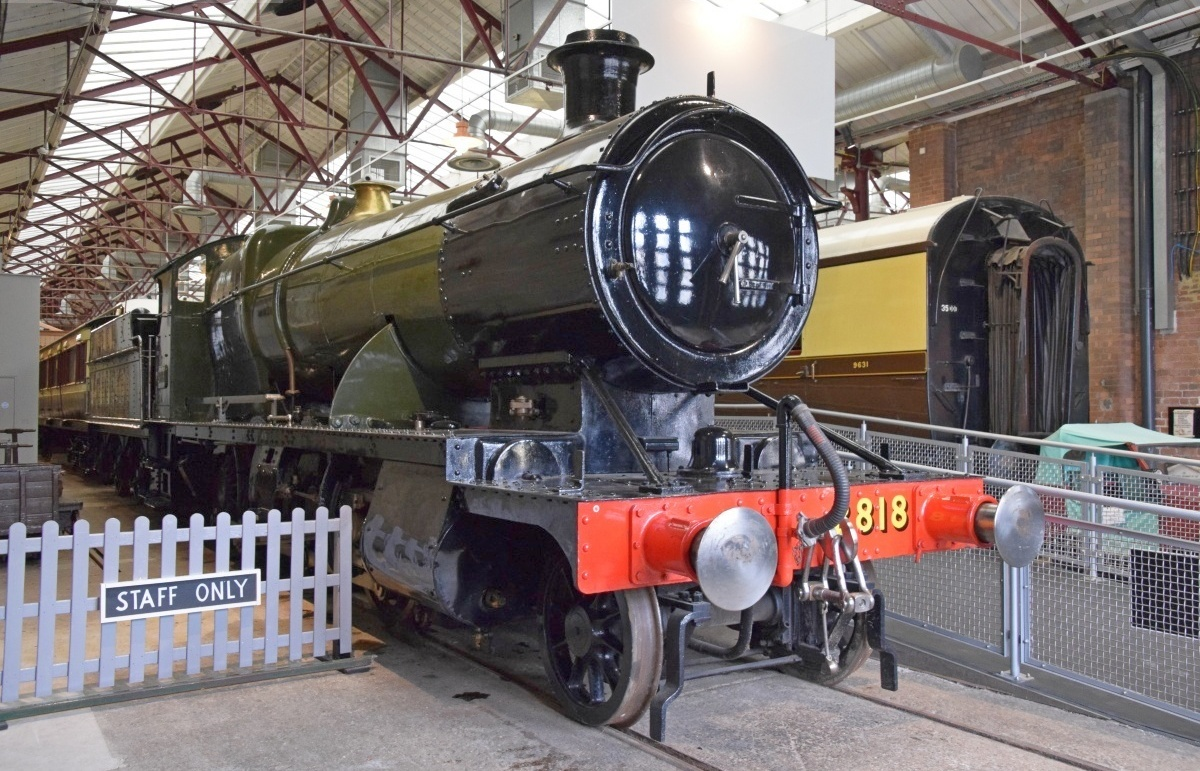
Nr. 2818 im Museum der Great Western Railway
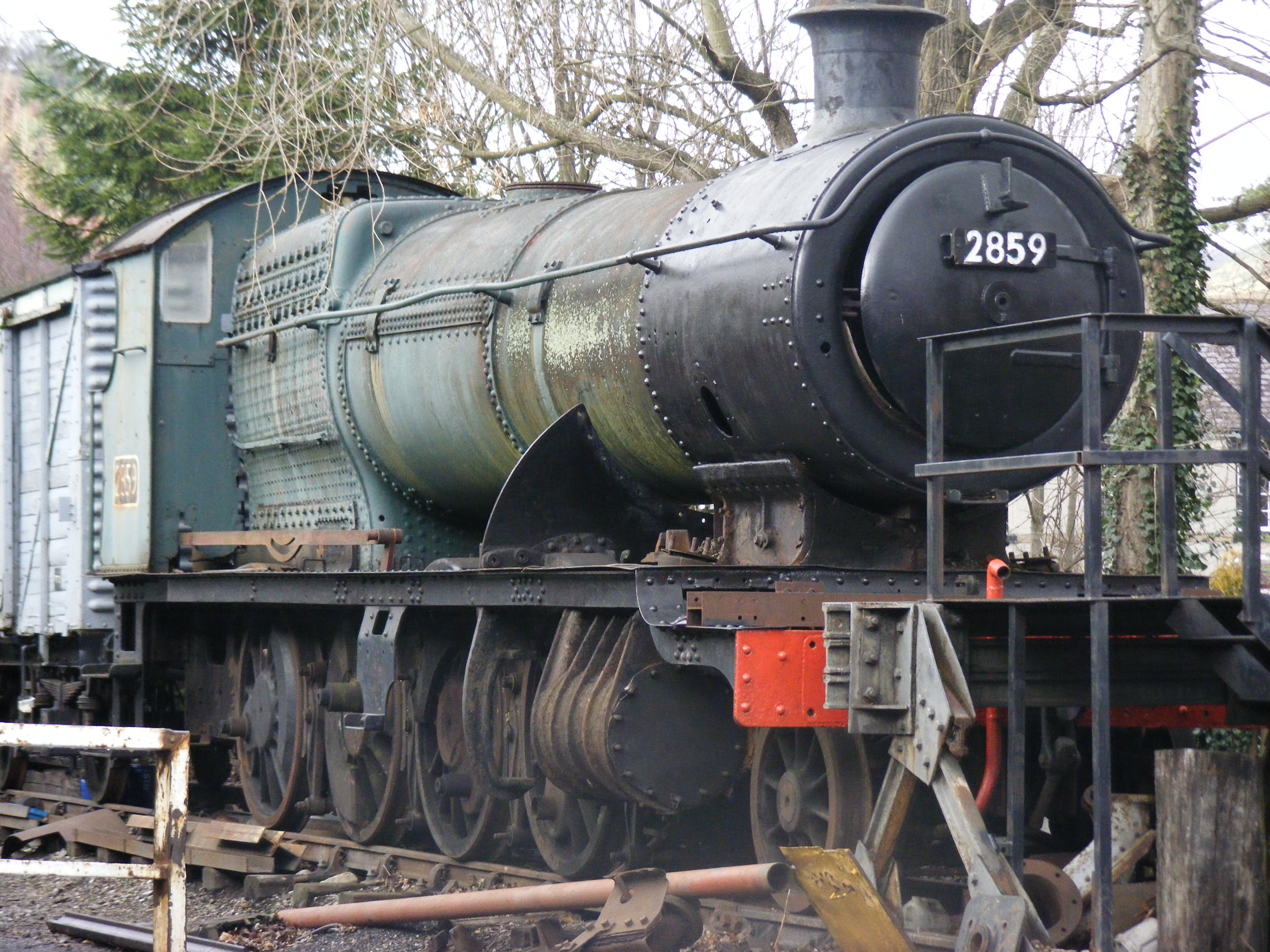
Nr. 2859 auf dem Werksgelände der Firma Cambi in Congleton
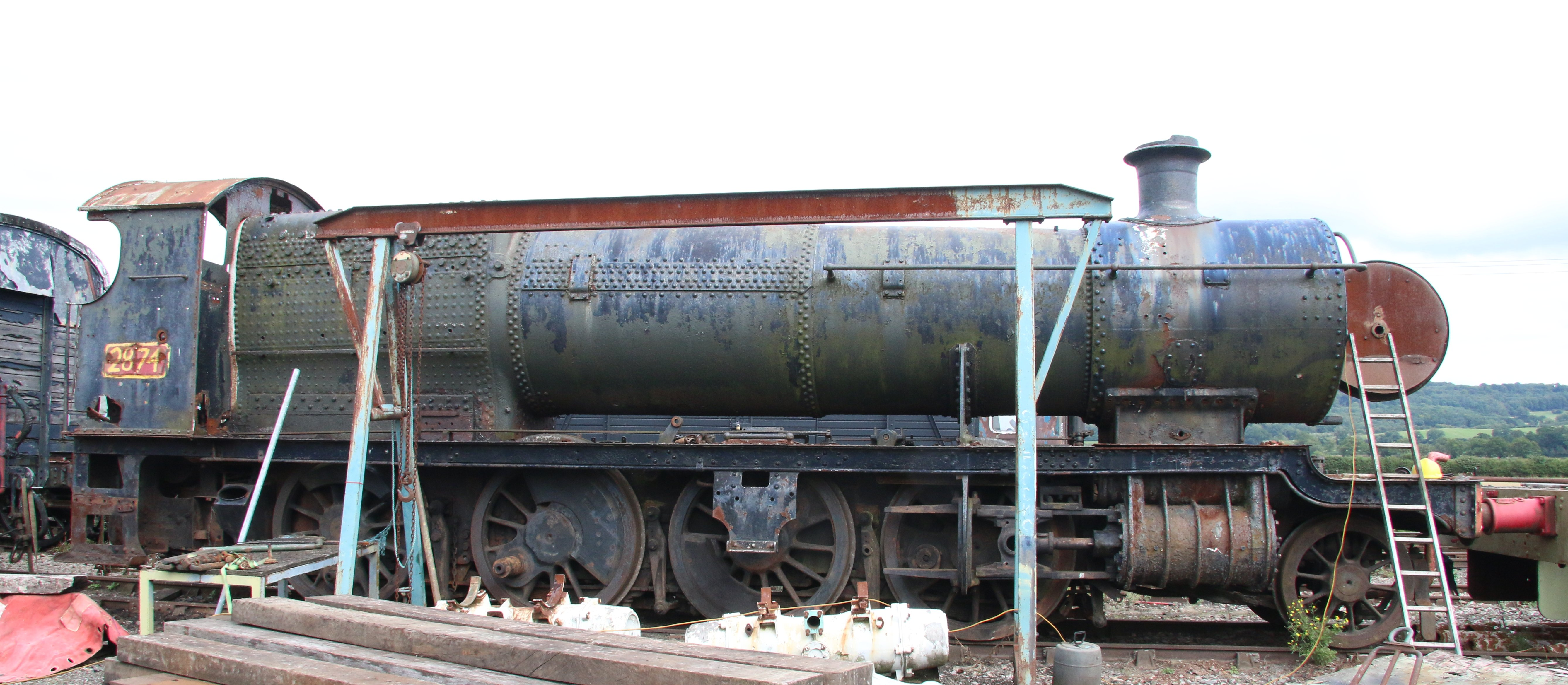
Nr. 2874 der The 2874 Trust Ltd bei der Gloucestershire Warwickshire Railway

## Technik
Die Lokomotiven der Klasse 2800 verfügten, ähnlich wie beispielsweise die Lokomotiven der City-Klasse der Great Western Railway, über einen Langkessel, dessen Durchmesser sich nach vorne verjüngte. Diese Konstruktion, im Englischen als tapered boiler bezeichnet, bot den Vorteil eines größeren Wasservolumens in der Nähe der Strahlungsheizfläche der Feuerbüchse, was eine hohe Verdampfungsleistung ermöglichte. Gleichzeitig konnte im vorderen Teil des Kessels Gewicht eingespart werden, da in diesem Bereich, in dem die Verdampfungsleistung aufgrund der kühleren Rauchgase ohnehin geringer war, weniger Wasser mitgeführt wurde. Zudem bestand beim Bremsen eine geringere Gefahr, dass die Feuerbüchsdecke des Belpaire-Stehkessels aufgrund des nach vorne schwappenden Wassers nicht mehr mit ausreichend mit Wasser bedeckt war.
Um die Kurvengängigkeit zu verbessern, hatten die zweite und dritte Kuppelachse geschwächte Spurkränze. Das vordere Kuppelstangenpaar war mit Kugelgelenken ausgestattet, um ein geringes Seitenspiel der ersten Achse zu ermöglichen.
Die Lokomotiven aus der Serienfertigung wiesen gegenüber dem Prototyp Nr. 97 nur geringfügige Änderungen auf. So wurde der Kesseldruck von 13,8 bar (200 psi) auf 15,5 bar (225 psi) erhöht und der Kessel um 140 mm angehoben, sodass die Kesselmitte nun bei 2490 mm statt 2350 mm lag. Während der Prototyp mit einem Tender gekoppelt war, der 18,2 m³ Wasser fasste, erhielten die in Serie gefertigten Lokomotiven einen kleineren Tender mit einem Fassungsvermögen von nur 16 m³ Wasser.
Die ersten 20 Lokomotiven hatten noch, wie der Prototyp, Zylinder mit einem Durchmesser von 457 mm (18 in), während bei den nächsten 10 Lokomotiven der Durchmesser auf 467 mm (18 3⁄8 in) erhöht wurde. Die Lokomotive Nr. 2808 war die erste, die mit Überhitzer ausgestattet wurde, wobei die Zylinder erneut vergrößert wurden und einen Durchmesser von 470 mm (18 ½ in) aufwiesen. In dieser Ausführung wurden außerdem ein Kolbenschieber verwendet, dessen Durchmesser von 216 mm (8 ½ in) auf 254 mm (10 in) vergrößert wurde, was zur Standardausführung der Serie.
Aufbauend auf der Klasse 2800 entwarf Churchward zudem die ab 1910 gebauten Tenderlokomotiven der GWR-Klasse 4200.